# Gut Loy
Das Gut Loy ist ein Rittergut und ehemalige Burganlage im Ortsteil Loy der Gemeinde Rastede im Landkreis Ammerland im Nordwesten von Niedersachsen. 

## Geschichte
Der Ort Loy erscheint als „Loyge“ erstmals im Jahr 1059 in der Gründungsurkunde der St.-Ulrichs-Kirche in Rastede. Ab 1275 ist ein Ministerialengeschlecht namens „von der Loy“ nachgewiesen. Möglicherweise ist die Burg schon zu dieser Zeit entstanden. Nachgewiesen ist sie aber erst für das Jahr 1390, als sich ein Knappe Wynand nach seiner Burg „van der Loye“ nannte. In der 1. Hälfte des 15. Jahrhunderts sind die Knappen von Bardewisch und 1450 die Herren von Reeken Besitzer, die sie 1516 als Lehen des Klosters Rastede und 1557 als Lehen der Grafschaft Oldenburg besaßen.
Zu Beginn des 16. Jahrhunderts wurde die Anlage niedergebrannt und in der zweiten Hälfte des 16. Jahrhunderts als Gut wiederaufgebaut. Dabei wurden die Befestigungsanlagen beseitigt. Das Gut wechselte häufiger den Besitzer, bis es 1874 vom späteren Geheimrat Funch erworben wurde, dessen Nachkommen es heute noch besitzen.

## Beschreibung
Die Gestalt der spätmittelalterlichen Burg ist unbekannt. Vielleicht ist der auf einem Findlingssockel stehende Rundturm, der über einen schmalen Verbindungstrakt mit dem Haupthaus verbunden ist, noch ein Relikt der ehemaligen Burganlage. Die heutige Gutsanlage wurde von 1875 bis 1878 errichtet.